# .eu
.eu — в Інтернеті, національний домен верхнього рівня (ccTLD) для Європейського Союзу.
Домен був запущений 7 грудня 2005, реєстрація для резидентів Європейського союзу відкрита 7 квітня 2006, за першу годину було подано близько 300 тисяч заявок.
У цьому національному домені існує близько 900,000,000 вебсторінок (станом на лютий 2016 року).
На третій квартал 2020 року на ньому зареєстровано 3.6 млн доменних імен. Входить у десятку найбільших національних доменів. 